# Tvärbanan
Tvärbanan – linia lekkiej kolei miejskiej w Sztokholmie. Łączy południowe i wschodnie przedmieścia miasta. W 2008 z linii Tvärbanan w dzień roboczy korzystało średnio 47,5 tys. osób.
Park taborowy składa się z dwóch typów tramwajów: Bombardier Flexity Swift A32 z 1999. Są to wagony przegubowe długości 29,7 m posiadające 211 miejsc (w tym 78 siedzących). Skład dwuwagonowy ma 59,5 m długości. Drugi to CAF Urbos A35 z 2013.
Budowa linii rozpoczęła się w 1996, odcinek między Gullmarsplanem a Liljeholmen otwarto 8 stycznia 2000. Przedłużenie na zachodzie do Alviku otwarto 1 czerwca 2000, a na wschodzie do Sickla Udde 14 sierpnia 2002 roku.
W tym kształcie (Alvik - Sickla Udde) linia jeździła aż do 2017, jednak już 28 października 2013 otwarto nowy odcinek linii od Alviku do Solny Centrum (przedłużony w 2014 o jedną stację do stacji kolejowej Solna), jednak do 2017 nie był on połączony z resztą trasy. Do 2017 były to dwie niezależne od siebie linie, jednak obie posiadały oznaczenie 22. Od 2017 Linia jeździ już jako jedna na całej trasie.
2 października 2017 linia została wydłużona o jedną stację na wschodzie, z dotychczasowego krańca Sickla Udde do nowego Sickla. Tory zakończone są dokładnie na wprost kolejki podmiejskiej Saltsjöbanan, co może sugerować połączenie ich obu w przyszłości. Również w 2017 przebudowano stację Alviks strand, dobudowując jeden tor i jeden peron.
16 maja 2021 oddano odgałęzienie linii od Norra Ulvsunda do lotniska Bromma. Uruchomiono tam drugą linię Tvärbananu o numerze 31, która kursuje od stacji Alviks strand (przebudowanej do tego celu w 2017), natomiast dotychczasowy numer 22 głównej linii zamieniono na 30. W budowie jest dalsza część odnogi do Helenelundu.

## Przystanki
1. Sickla Station
2. Sickla Udde
3. Sicka Kaj
4. Luma
5. Måtensdal
6. Gullmarsplan  zielona linia
7. Globen  zielona linia
8. Linde
9. Valla torg
10. Årsta fältet
11. Årstaberg  pendeltåg
12. Årstadal
13. Liljeholmen  czerwona linia
14. Trekanten
15. Gröndal
16. Stora Essingen
17. Alviks Strand
18. Alvik  zielona linia, Nockebybanan
19. Johannesfred
20. Ulvsunda
21. Karlsbodavägen
22. Bällsta bro
23. Sundbybergs centrum  pendeltåg  niebieska linia
24. Solna Business Park
25. Solna centrum  niebieska linia
26. Solna station  pendeltåg